# Gonolabis electa
Gonolabis electa är en tvestjärtart som beskrevs av Burr 1910. Gonolabis electa ingår i släktet Gonolabis och familjen Carcinophoridae. Inga underarter finns listade i Catalogue of Life.